# Финал Кубка СССР по футболу 1987
Финал Кубка СССР по футболу 1987 года стал 46-м финалом Кубка СССР. Матч состоялся 14 июня на Центральном стадионе имени В. И. Ленина в Москве. В финале встретились клубы высшей лиги чемпионата СССР — «Динамо» (Киев) и «Динамо» (Минск). Матч судил арбитр из Москвы Валерий Бутенко. Киевские динамовцы, одолев своих минских одноклубников по пенальти (основное и дополнительное время завершились вничью — 3:3), в 8-й раз стали обладателями Кубка СССР.

## Предыстория
В истории взаимоотношений команд-финалистов, в целом, большой перевес был на стороне киевского «Динамо». Однако в 1980-е годы минские динамовцы показывали стабильно сильную игру, завоёвывали золотые (1982) и бронзовые (1983) медали, большая группа игроков минского клуба привлекалась в сборные команды СССР. В сезонах 1982—1986 годов минчане в 10 матчах отобрали у киевлян 11 очков из 20 возможных, причём три года подряд — в 1982—1984 годах побеждали их в Киеве. В союзном чемпионате 1987 года к моменту описываемой финальной игры минские динамовцы шли на втором месте с 16 очками, причём в двух последних турах одержали рядовые победы, а киевские динамовцы находились на 9-м месте с 11 очками, в составе команды были травмированные игроки и в целом форма команды была далека от идеальной. Принимая во внимание все эти обстоятельства, футбольная общественность, в целом, в прогнозах отдавала предпочтение минскому «Динамо» — несмотря на то, что киевские динамовцы вышли на матч в ранге действующих чемпионов страны, так как игра минчан выглядела посвежее.

## Путь к финалу
| «Динамо» (Киев)     | «Динамо» (Киев)    | «Динамо» (Киев) | «Динамо» (Минск) | «Динамо» (Минск)     | «Динамо» (Минск) |
| ------------------- | ------------------ | --------------- | ---------------- | -------------------- | ---------------- |
| Динамо (Ставрополь) | 2:1                | 1/16 финала     | 1/16 финала      | Котайк (Абовян)      | 4:1              |
| Кяпаз (Кировабад)   | 2:1                | 1/8 финала      | 1/8 финала       | Зенит (Ленинград)    | 1:0              |
| СКА Карпаты (Львов) | 4:0                | 1/4 финала      | 1/4 финала       | Торпедо (Москва)     | 3:2              |
| Динамо (Москва)     | 0:0 д.в., пен. 5:4 | 1/2 финала      | 1/2 финала       | Таврия (Симферополь) | 2:0              |

## Детали матча
| «Динамо» (Киев)                      | 3:3 (1:2, 2:1), пен. 4:2 | «Динамо» (Минск)                                        |
| ------------------------------------ | ------------------------ | ------------------------------------------------------- |
| Рац 45′ · Кузнецов 63′ · Заваров 90′ | (отчёт)                  | Кондратьев 20′ · Зыгмантович 45′ (пен.) · Алейников 60′ |

| Серия пенальти:                                 |     |                                              |
| Демьяненко · Михайличенко · Балтача · Евтушенко | 4:2 | Метлицкий · Боровский · Алейников · Курненин |

| «Динамо» (Киев) | «Динамо» (Минск) |

| «Динамо» (Киев):    |    |                         |     |     |
|                     |    |                         |     |     |
| В                   | 1  | Виктор Чанов            |     |     |
| П                   | 2  | Алексей Михайличенко    |     |     |
| З                   | 3  | Сергей Балтача          |     |     |
| З                   | 4  | Олег Кузнецов           |     |     |
| З                   | 5  | Анатолий Демьяненко (к) |     |     |
| П                   | 6  | Василий Рац             |     |     |
| П                   | 7  | Павел Яковенко          |     |     |
| З                   | 8  | Андрей Баль             |     |     |
| П                   | 9  | Александр Заваров       |     |     |
| Н                   | 10 | Вадим Евтушенко         |     |     |
| Н                   | 11 | Олег Блохин             | 57' |     |
| Замены:             |    |                         |     |     |
| З                   | 12 | Владимир Горилый        | 70' |     |
| П                   | 13 | Иван Яремчук            | 57' | 70' |
| Главный тренер:     |    |                         |     |     |
| Валерий Лобановский |    |                         |     |     |

| «Динамо» (Минск): |    |                        |              |
|                   |    |                        |              |
| В                 | 1  | Андрей Сацункевич      |              |
| З                 | 2  | Сергей Боровский       |              |
| З                 | 3  | Александр Метлицкий    |              |
| З                 | 4  | Виктор Янушевский      |              |
| П                 | 5  | Виктор Сокол           | 80'          |
| З                 | 6  | Андрей Зыгмантович     | Предупреждён |
| П                 | 7  | Сергей Гоцманов        |              |
| П                 | 8  | Сергей Деркач          | 87'          |
| П                 | 9  | Сергей Алейников       |              |
| Н                 | 10 | Андрей Шалимо          | 56'          |
| Н                 | 11 | Георгий Кондратьев (к) |              |
| Замены:           |    |                        |              |
| З                 | 15 | Юрий Курненин          | 80'          |
| П                 | 13 | Александр Кистень      | 87'          |
| Н                 | 12 | Игорь Гуринович        | 56'          |
| Главный тренер:   |    |                        |              |
| Иван Савостиков   |    |                        |              |

Регламент матча
- 90 минут основного времени.
- 30 минут овертайм в случае необходимости.
- Послематчевые пенальти в случае необходимости.
- Пять игроков в запасе.
- Максимум три замены.

| Обладатель Кубка СССР 1986/87 |
| ----------------------------- |
| «Динамо» (Киев) 8-й титул     |

## Ход матча
По мнению зрителей, комментаторов, обозревателей, данный матч получился одним из самых зрелищных и драматичных по сюжету в истории Кубка СССР. А по результативности он уступает только двум финалам: 1937 года — «Динамо» (Москва) — «Динамо» (Тбилиси) 5:2 и 1960 года — «Торпедо» (Москва) — «Динамо» (Тбилиси) 4:3.
В составе киевлян отсутствовали травмированные Бессонов и Беланов. Минчане выставили почти оптимальный состав, хотя в расстановке игроков произошли ротации. В частности, позиция стоппера была доверена Зыгмантовичу.
Матч начался в хорошем темпе, проходил обоюдоостро, во взаимных атаках. На 20-й минуте матча Виктор Сокол ворвался в штрафную площадь киевлян и был не по правилам атакован их вратарём. Мяч, однако, уже катился в ворота, и судья В. Бутенко не спешил со свистком. Набежавший Георгий Кондратьев добил мяч в сетку — 1:0 в пользу Минска.
На последней минуте первого тайма соперники обменялись голами. Сперва Василий Рац, использовав точную передачу Александра Заварова, сравнял счёт — 1:1. Но тут же Сергей Гоцманов сыграл на обострение и вынудил Олега Кузнецова нарушить против него правила. 11-метровый уже после истечения игрового времени точно пробил Андрей Зыгмантович — 2:1 в пользу минчан.
Второй тайм киевляне начали активно, однако на 60-й минуте они допустили позиционную ошибку в обороне при создании искусственного положения «вне игры» и Сергей Алейников, выйдя один на один с Чановым, с линии вратарской площадки реализовал момент — 3:1 в пользу Минска. Спустя три минуты Олег Кузнецов великолепным ударом со штрафного с 22 метров сократил разрыв до минимума. Оставшееся время прошло в атаках киевлян, но минчане стойко держались. Лишь на последней минуте матча (по утверждению судьи, за 10 секунд до окончания основного времени встречи) Александр Заваров в последней отчаянной атаке сравнял счёт — 3:3.
В дополнительное время счёт не изменился. Была назначена серия пенальти, в которой за счёт промахов Сергея Боровского и Сергея Алейникова, а также благодаря точным ударам своих игроков, верх взяли динамовцы Киева — 4:2. Это был их 8-й в истории завоёванный Кубок СССР. А динамовцы Минска во второй раз, как и в 1965 году, выйдя в финал, упустили свой шанс завладеть трофеем.